# Hermínia d'Anhalt-Bernburg-Schaumburg-Hoym
Hermínia d'Anhalt-Bernburg-Schaumburg-Hoym (Hoym, 2 de desembre de 1797 - Pest, 13 de setembre de 1817) va ser una princesa de la casa d'Ascània.
Filla de Víctor II d'Anhalt-Bernburg-Schaumburg-Hoym i Amèlia de Nassau-Weilburg. En la infància va educar-se amb professors particulars a Hoym. Va ser hereva dels drets senyorials del comtat de Holzappel-Schaumburg i dels béns a ell associats.
Es va casar amb l'arxiduc Josep Antoni d'Àustria el 1815, que va ser palatí d'Hongria entre 1795 i 1847. Va promoure l'Església Reformada al regne d'Hongria, vinculada a la doctrina de Calví, i va ser coneguda per practicar la caritat.
Va morir de part donant a llum a bessons, essent els fills Hermínia i Esteve d'Àustria. Va ser enterrada a Ofen.